# San Marino (Baja California)
San Marino es una localidad del estado mexicano de Baja California. Es parte del municipio de Tijuana.

## Demografía
| Censo | Población |
| ----- | --------- |
| 2010  | 306       |
| 2020  | 1 369     |